# Windows Server 2008 R2
Windows Server 2008 R2 (noto anche come Windows Server 7) (2009), sviluppato da Microsoft, successore di Windows Server 2008.

## Caratteristiche tecniche
Al pari del suo predecessore che è basato sul kernel di Windows Vista (in particolare sulla versione con Service Pack 1 integrato) anche Windows Server 7 è direttamente basato sulla rispettiva versione "desktop", ma a differenza di quest'ultimo e del precedente Windows Server 2008, disponibili in versioni sia a 32 bit che a 64 bit, il nuovo sistema operativo esiste solo nelle versioni destinate ai processori a 64 bit.
Esistono due architetture differenti di processori a 64 bit: l'estensione della classica architettura x86-64 e la IA-64 sviluppata da Intel per i propri Itanium 2. L'architettura IA-64 è stata progettata da Intel per essere unicamente a 64 bit e viene supportata dai sistemi operativi Microsoft fin dai tempi di Windows 2000 e offre compatibilità con il mondo x86 solo tramite emulazione; l'architettura x86 invece è nativamente a 32 bit ed è stata progressivamente estesa alla compatibilità con il codice a 64 bit attraverso due tecnologie proprietarie sviluppate da AMD e dalla stessa Intel. I nomi di tali tecnologie sono rispettivamente, AMD64 (alla base del progetto degli Athlon 64 e Opteron dal 2003) e EM64T (presenti ormai dal 2005 in tutti i processori di Intel).

## Service Pack
Il Service Pack 1 è stato distribuito ufficialmente il 23 febbraio 2011 e contiene i fix, gli aggiornamenti e gli update prodotti per Windows Server 2008 R2 e Windows 7 e in più ulteriori aggiornamenti non distribuiti pubblicamente.